# シロンコ県

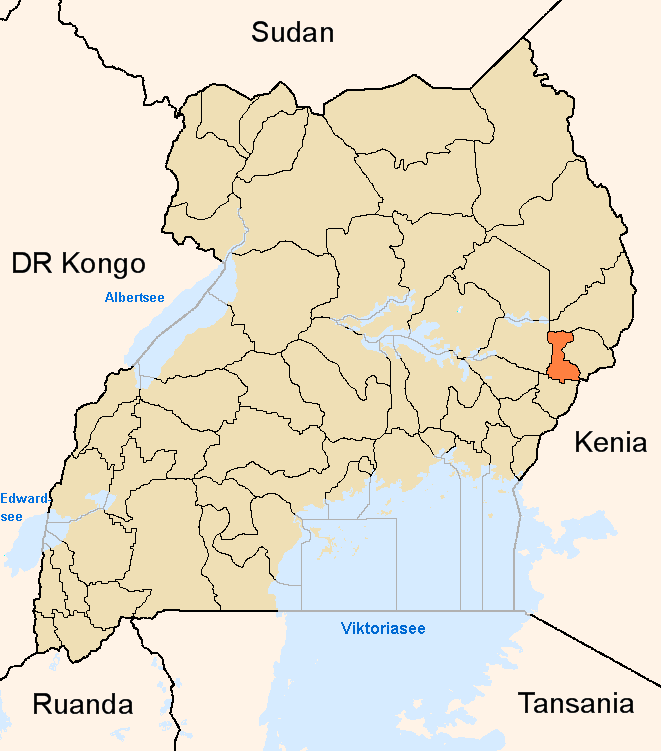
シロンコ県の位置と2001年から2005年の県境

シロンコ県 (シロンコけん、Sironko District) はウガンダ東部エルゴン山北西部の県。ブギスの改名されたムバレ県の北部が2000年に分割され設置された。面積は 1,090.8 km²、2002年の国勢調査人口は 291,906 人。主な住民はバントゥー系のギス族である。標高は海抜およそ 1,299 mから1,524 m。最大都市は県庁所在地のシロンコで、マフニ、ナカロケ、ムトゥフ、ブダディリに交易所が置かれている。

## 下位行政区画
南のブダディリと北のブラムブリの2郡にシロンコを含め19の副郡が置かれている。
ブラムブリ郡
| - ブナンブチェ - ムイェンベ - ブクハル | - ブレゲニ - マシーラ - シシイ | - ブギニャニャ - ブラゴ - ブルガニャ - ブタンディガ |

ブダディリ郡
| - シロンコTC - ブフグ | - ブクフロ - ブワラシ | - ブマシフワ - ブヨボ | - ブスラニ - ブテザ | - ゼスイ |

2008年10月現在の知事に相当する第5地域議会 (LC5) 議長はワンビ・カバレ。

## 隣接する県
北にカラモジャ地方のナカピリピリ県、東にカプチョルワ県、西にテソ地方のブケデア県、南東にブドゥダ県、南西にムバレ県と接する。
- ブランブリ県
- ブドゥダ県
- ムバレ県
- ブケデア県

## 経済
農業が盛んで豆や落花生、モロコシ、雑穀、キャッサバ、ジャガイモ、サツマイモ、パッションフルーツなどの果物やトマト、タマネギ、キャベツなどの野菜等の食料、綿花、コーヒーなどの商品作物が栽培される。

## 観光
南東部はエルゴン山国立公園の一部であり、ササ登山道がブダディリ交易所の近くから通じている。

## 脚註
1. 1 2 3  Uganda Districts Information Handbook: Expanded Edition 2005-2006, Fountain Publishers, 2005, p.76. ISBN 9970-02-429-9.
2. ↑  David Mafabi, "Uganda: Hailstorm Destroys Crops in Sironko", Monitor, 30 Oct, 2008.
3. ↑  Spectrum guide to Uganda, Interlink Books, 1998, p.156. ISBN 1-56656-270-8.